# София Мел
„София Мел“ е производствена марка на „ГудМилс България“ ЕООД.

## История на марката
Историята на марката датира още от 2000 г. когато групата от фирми „Лулис“ придобива контролния пакет от акции на мелницата. Именно през тази година на пазара се появява марката „St. George Mills — Sofimel“. За периода от 2000 г. до 2008 г. в мелницата се осъществяват голям брой инвестиции и подобрения, които са насочени главно към подобряване качеството на продукта и запазване на естествените съставки на пшеницата в готовото за употреба брашно. Редом с това са осъществени и множество пазарни и консуматорски проучвания, които водят към една изцяло нова ера за развитието на бранда на българския пазар. През 2008 г. марката „St. George Mills — Sofimel“ се преименува в София Мел®. Реално, тогава е направена и първата търговска регистрация на марката София Мел® (Sofia Mel) в Българското патентно ведомство. Марката София Мел® е притежание на ГудМилс България ЕООД.
- Продуктово портфолио 2000 г. – 2008 г.
- Настоящо портфолио
- Брашно Софимел тип 500

В периода от 2008 г., марката преминава през няколко различни дизайна на опаковките, но цялостната им структура се запазва.
През 2011 г. марката излъчва и първата си телевизионна реклама, като по този начин остава трайна следа в категорията брашно за целия български пазар.